# Lista de pedidos e entregas do Boeing 787
Lista de pedidos do Boeing 787.

## Pedidos e opções

### Pedidos por empresa
| Empresa                                                                        | EIS  | Tipo                                   | Tipo                                   | Tipo                                   | Tipo                                   | Tipo                                   | Tipo   | Tipo     | Motor | Motor | OBS                                           |
| Empresa                                                                        | EIS  | 787-3                                  | 787-8                                  | 787-9                                  | 787-10††                               | TBA                                    | Opções | Direitos | GE    | RR    | OBS                                           |
| ------------------------------------------------------------------------------ | ---- | -------------------------------------- | -------------------------------------- | -------------------------------------- | -------------------------------------- | -------------------------------------- | ------ | -------- | ----- | ----- | --------------------------------------------- |
| Aeroméxico                                                                     | 2011 |                                        | 2                                      |                                        |                                        |                                        |        |          |       |       | Cliente lançador na América Latina            |
| Air Canada                                                                     | 2010 |                                        | 37                                     |                                        |                                        |                                        | 23     |          |       |       |                                               |
| Air China                                                                      | 2008 |                                        | 15                                     |                                        |                                        |                                        |        |          |       |       |                                               |
| Air India                                                                      | 2008 |                                        | 27                                     |                                        |                                        |                                        |        |          |       |       |                                               |
| Air New Zealand                                                                | 2011 |                                        |                                        | 8                                      |                                        |                                        | 12     |          |       |       | Cliente lançador da versão 787-9              |
| Air Pacific                                                                    | 2011 |                                        |                                        | 5                                      |                                        |                                        |        | 3        |       |       |                                               |
| ALAFCO (Companhia de Leasing)                                                  |      |                                        | 12                                     |                                        |                                        |                                        |        |          |       |       |                                               |
| All Nippon Airways                                                             | 2008 | 30                                     | 20                                     |                                        |                                        |                                        | 50     |          |       |       | Cliente lançador do 787                       |
| Arkia Israel Airlines                                                          | 2012 |                                        |                                        | 2                                      |                                        |                                        | 2      |          |       |       |                                               |
| Avianca Avianca Brasil                                                         | 2010 |                                        | 10                                     |                                        |                                        |                                        |        | 10       |       |       | Cliente lançador na América do Sul            |
| Aviation Capital Group                                                         |      |                                        | 5                                      |                                        |                                        |                                        |        |          |       |       |                                               |
| Azerbaijan Airlines                                                            | 2010 |                                        | 3                                      |                                        |                                        |                                        |        |          |       |       |                                               |
| Boeing Business Jet                                                            |      |                                        | 1                                      | 3                                      |                                        |                                        |        |          | 1     | 1     |                                               |
| CASGC                                                                          | 2008 |                                        | 3***                                   |                                        |                                        |                                        |        |          |       |       |                                               |
| China Eastern Airlines                                                         | 2008 |                                        | 15                                     |                                        |                                        |                                        |        |          |       |       |                                               |
| China Southern Airlines                                                        | 2008 |                                        | 10                                     |                                        |                                        |                                        |        |          |       |       |                                               |
| CIT Aerospace (Companhia de Leasing)                                           | 2012 |                                        | 5                                      |                                        |                                        |                                        |        |          | 3     |       |                                               |
| Continental Airlines                                                           | 2009 |                                        | 8                                      | 17                                     |                                        |                                        |        |          |       |       | Cliente lançador na América do Norte do 787-9 |
| Ethiopian Airlines                                                             | 2008 |                                        | 8                                      | 2                                      |                                        |                                        |        |          |       |       |                                               |
| First Choice Airways                                                           | 2009 |                                        | 12                                     |                                        |                                        |                                        |        |          |       |       |                                               |
| Garuda Indonesia                                                               | 2011 |                                        | 10                                     |                                        |                                        |                                        |        |          |       |       |                                               |
| Hainan Airlines                                                                | 2008 |                                        | 8                                      |                                        |                                        |                                        |        |          |       |       |                                               |
| Hong Kong Airlines                                                             | 2008 |                                        |                                        |                                        |                                        | 10                                     |        |          |       |       |                                               |
| Icelandair                                                                     | 2010 |                                        | 4                                      |                                        |                                        |                                        |        | 3        |       |       |                                               |
| ILFC (Companhia de Leasing) Air Seychelles (2) Aeroméxico (3) Flyglobespan (2) | 2010 |                                        | 22                                     |                                        |                                        |                                        | 2      |          | TBA   | TBA   |                                               |
| Japan Airlines                                                                 | 2008 | 13                                     | 22                                     |                                        |                                        |                                        | 15     |          |       |       |                                               |
| Jet Airways                                                                    | 2011 |                                        | 10                                     |                                        |                                        |                                        |        |          |       |       |                                               |
| Kenya Airways                                                                  | 2010 |                                        | 9                                      |                                        |                                        |                                        | 4      |          |       |       |                                               |
| Korean Air                                                                     | 2010 |                                        | 10                                     |                                        |                                        |                                        | 10     |          |       |       |                                               |
| LAN                                                                            | 2010 |                                        | 26                                     |                                        |                                        |                                        | 6      |          |       |       |                                               |
| LCAL (Companhia de Leasing)                                                    | 2009 |                                        | 6                                      | 9                                      |                                        |                                        |        |          |       | 9     |                                               |
| LOT Polish Airlines                                                            | 2008 |                                        | 8                                      |                                        |                                        |                                        | 1      | 5        |       |       | Cliente lançador do 787 na Europa             |
| Monarch Airlines                                                               | 2010 |                                        | 6                                      |                                        |                                        |                                        |        | 4        |       |       |                                               |
| Northwest Airlines                                                             | 2008 |                                        | 18                                     |                                        |                                        |                                        | 50     |          |       |       | Cliente lançador do 787 na América do Norte   |
| Pegasus Aviation Finance (Companhia de Leasing)                                | 2009 |                                        | 6                                      |                                        |                                        |                                        |        |          |       |       |                                               |
| PrivatAir (BBJ)                                                                |      |                                        | 1                                      |                                        |                                        |                                        |        |          |       |       |                                               |
| Qantas                                                                         | 2008 |                                        | 15                                     | 30                                     |                                        |                                        | 20     | 50       |       |       |                                               |
| Royal Air Maroc                                                                | 2008 |                                        | 4                                      |                                        |                                        |                                        | 1      |          |       |       |                                               |
| Shanghai Airlines                                                              | 2008 |                                        | 9                                      |                                        |                                        |                                        |        |          |       |       |                                               |
| Singapore Airlines                                                             | 2011 |                                        |                                        | 20                                     |                                        |                                        |        | 20       |       |       |                                               |
| Travel Service                                                                 |      |                                        | 1                                      |                                        |                                        |                                        |        | 1        |       |       |                                               |
| VRG Linhas Aéreas (Varig)                                                      | 2007 |                                        | 9                                      |                                        |                                        |                                        |        |          |       |       | Cancelado                                     |
| Vietnam Airlines                                                               | 2010 |                                        | 4                                      |                                        |                                        |                                        | 11     |          |       |       |                                               |
| Virgin Atlantic Airways                                                        | 2011 |                                        |                                        | 15                                     |                                        |                                        | 8      | 20       |       |       |                                               |
| Clientes não identificados                                                     |      |                                        | 57                                     | 3                                      |                                        |                                        |        |          | 2     |       |                                               |
| Subtotais                                                                      |      | 43                                     | 423                                    | 114                                    |                                        | 10                                     | 209    | 116      | 270   | 125   |                                               |
| TOTAIS                                                                         |      | 590 (567 confirmados, 23*** pendentes) | 590 (567 confirmados, 23*** pendentes) | 590 (567 confirmados, 23*** pendentes) | 590 (567 confirmados, 23*** pendentes) | 590 (567 confirmados, 23*** pendentes) | 325    | 325      | 270   | 125   |                                               |

Legenda:

EIS: Entry Into Service (entrada em serviço)
TBA: To Be Announced (a ser anunciado)
GE: General Electric
RR: Rolls-Royce
Notas:

†† A Boeing não lançou oficialmente o 787-10.
*** Xiamen Airlines cancelou três 787-8 em favor de 737NG. Boeing indicou que a CASGC cederá três 787 para outra companhia chinesa.

### Pedidos em ordem cronológica
Legenda:

EIS: Entry Into Service (entrada em serviço)
TBA: To Be Announced (a ser anunciado)
GE: General Electric
RR: Rolls-Royce
Notas:

†† A Boeing não lançou oficialmente o 787-10.
*** Xiamen Airlines cancelou três 787-8 em favor de 737NG. Boeing indicou que a CASGC cederá três 787 para outra companhia chinesa.